# Steinbruchsee Halle-Neustadt
Der Steinbruchsee Halle-Neustadt befindet sich im Südwesten des Stadtteils Neustadt von Halle (Saale) südlich der Bundesstraße 80. Zwischen 1911 und 1973 wurde hier mesozoischer Unterer Muschelkalk für das Zementwerk in Nietleben abgebaut. Reste der Transportseilbahn waren noch bis zu ihrem Abriss im Oktober 2019 in Form einer Seilbahnbrücke über die Bundesstraße 80 erkennbar (51° 28′ 36,9″ N, 11° 53′ 26,3″ O).
Mit Einstellung des Abbaus füllte sich der Steinbruch durch Grund- und Niederschlagswasser und der heutige See entstand. Ursprünglich waren die Nord-, Ost- und Südseite des Sees von bis zu zehn Meter hohen, steilen Kalksteinfelswänden umgeben. Im Zuge von Sicherungsmaßnahmen als Vorbeugung auf mögliche Felsabbrüche mussten die Steilufer 2005 abgeflacht werden.
Der See unterliegt, wie Heide- und Bruchsee, einer künstlichen Wasserhaltung durch Abpumpen. Der Wasserspiegel wäre andernfalls höher.